# Cho Oyu
Cho Oyu er en bjergtop i Himalaya på grænsen mellem Nepal og Kina (Tibet) ca. 20 km vest for Mount Everest, som når op i en højde af 8.201 moh. Cho Oyu betyder "Turkis Gudinde" på tibetansk. Bjerget er verdens sjette højeste og blev besteget første gang i 1954 af en Østrigsk ekspedition ledet af Herbert Tichy. Bjerget er siden blevet besteget mange gange.
Nogle få kilometer vest for Cho Oyu ligger det isklædte bjergpas Nangpa La i 5.716 meters højde, som er hovedhandelsruten mellem Tibetanere Sherpaer fra Khumbu.
- Wikimedia Commons har flere filer relateret til Cho Oyu